# تعليم مفتوح
التعليم المفتوح هو مصطلح تشاركي يصف الممارسات المؤسسية والمبادرات المبرمجة التي تسعى إلى إمكانية الوصول إلى التعليم والتدريب الذي تقدمه نظم التعليم الرسمية بصورة تقليدية.
يشير الوصف «مفتوح» إلى إزالة الحواجز التي قد تحول دون استغلال الفرص والاعتراف بمشاركة التعليم القائمة على المؤسسات. من مظاهر الانفتاح في مجال التعليم المفتوح تطوير واعتماد موارد التعليم المفتوحة.
لا تتطلب الممارسات المؤسسية التي تسعى للقضاء على حواجز الدخول وجود قبول أكاديمي. من هذه الجامعات الجامعة المفتوحة في بريطانيا وجامعة أثاباسكا في كندا. مثل هذه البرامج تكون غالباً برامج تعليم عن بعد وتعليم إلكتروني ومساقات مفتوحة عبر الإنترنت ومناهج التدريس المفتوحة، لكنها لا تقتصر عليها بالضرورة. العديد من برامج التعليم الإلكتروني مجانية، لكن قد تكون تكاليف الحصول على الشهادة عائقاً. توفر العديد من جامعات التعليم المفتوح خططاً مجانية للشهادات المعتمدة من المنظمات مثل خدمة الاعتماد في المملكة المتحدة وANAB في الولايات المتحدة، في حين تقدم مؤسسات أخرى شارات رقمية تفيد بالالتحاق ببرامجها المفتوحة.

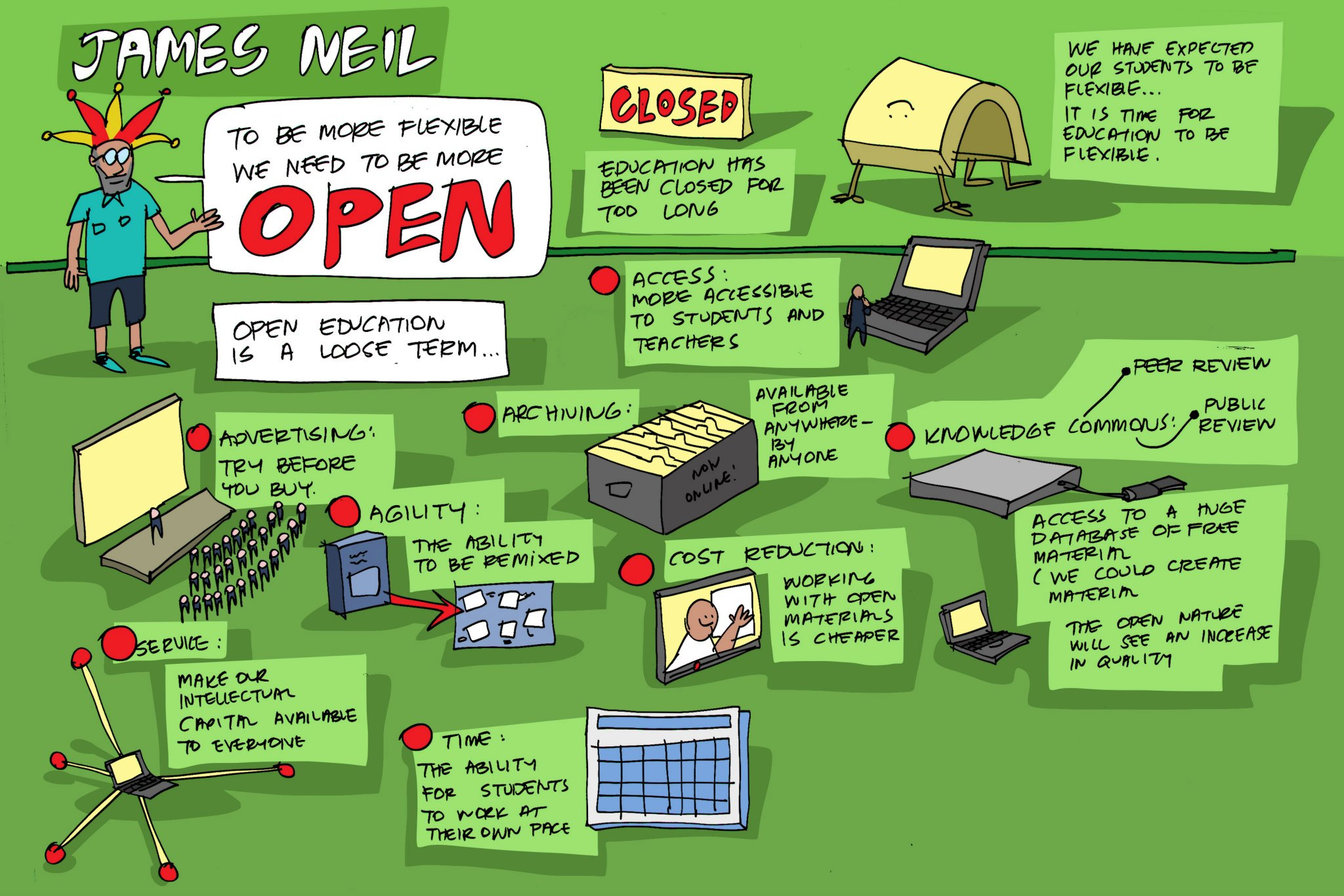
التعليم المفتوح والتعلم المرن

## التاريخ
حتى قبل تطور الحاسوب، الباحثون في الجامعات الحكومية كانوا يعملون على تعليم المواطنين من خلال برامج تعليم غير رسمية. في بدايات القرن العشرين (1900s)، نوادِ 4-H تم تشكيلها والتي كانت تعلم الشباب الأحدث في التقدمات التقنية في الزراعة والتدبير المنزلي.
النجاح الذي حصل عليه الشباب في استخدام الطرق «الجديدة» في الزراعة والتدبير المنزلي، سَبَبَ إتخاذ آبائهم الممارسات ذاتها.
عندما كانت فكرة نادي 4-H تنتشر عبر الدولة، شَرَعَ الكونغرس قانون فيدرالي (Smith-Lever Act) الذي أنتج خدمة الإرشاد التعاونية (cooperative extension service) في قسم الزراعة في الولايات المتحدة. خدمة الإرشاد التعاونية هي شراكة بين قسم الزراعة والجامعات ممنوحة الأراضي (الجامعات الحكومية) في كل ولاية والمقاطعات في كافة أنحاء الولايات المتحدة.
من خلال عمل خدمات الأرشاد التعاونية و ال4-H (منظمة) المواطنون في كافة أنحاء الولايات المتحدة حصلوا على وصول سهل وغير مكلف (غالباً مجاني) لأخر الأبحاث التي تمت في الكليات ممنوحة الأراضي دون إضطرارهم لزيارة الحرم الجامعي أو حضور محاضرات جامعية.
البرامج التعليمية والمراجع المقدمة من 4-H وخدمة الإرشاد التعاوني تُلاقي المواطنين حيثما كانوا وتمنحهم الفرصة لتعلم ما يريدون معرفته متى ما أرادوا ذلك. من أجل مواجهه الأحتياجات المتغيرة للمواطنين واستخدام تقنية جديدة، خدمة الإرشاد التعاونية ابتكرت eXtension .
eXtension وفرت معلومات موضوعية مبنية على أبحاث عن مواضيع شديدة التنوع للمواطنين من خلال استخدام الإنترنت.
القدرة على مشاركة المراجع في الشبكة بتكاليف بسيطة مقارنةً بنشر نسخ مطبوعة يعني أنه يمكن استخدامها لتسهيل التعليم المفتوح. برنامج مناهج التدريس المفتوحة opencourseware (دروس في الجامعات تنشر مجاناً عبر الأنترنت) يعد مثال مبكر لذلك، والذي أُسس عام 2002 بواسطة معهد ماسوشوستس للتكنولوجيا (MIT) والذي كان متبوعاً بأكثر من 200 جامعة ومنظمة.
مشابهه ل«بيان برلين عن الوصول المفتوح للمعرفة في علوم الطبيعة والعلوم الإنسانية» من حركة الوصول المفتوح، هي الأهداف والمقاصد من التعليم المفتوح المحددة في «بيان التعليم المفتوح في كيب تاون».
المووك (مساق هائل مفتوح عبر الإنترنت) "Mooc" هو شكل أحدث لتطور الدروس عبر الأنترنت أصبح يحصل على اهتمام أكثر منذ خريف عام 2011، والذي كان متبوعاً بعدد من البرامج الغير مانحة للشهادات من ضمنها edx إيديكس و coursera كورسيرا و Udacity أوداسيتي.

## فلسفات التعلم

التعليم المفتوح والتعلم المرن

يلعب الاعتقاد برغبة المتعلمين ممارسة «الوصاية على أنفسهم» في دراستهم دوراً دافعاً في التعليم المفتوح. وعلى وجه التحديد يريد المنخرطون في عملية التعلم: القيام بالاستفسارات عن المواضيع المحتملة في الدراسة، الحصول على تجربة تعليمية تفاعلية بدلاً عن التعليم المرتبط بالكتب النظرية بصرامة، تحمل مسؤولية قراراتهم التعليمية، وتجربة الجانب الفيزيائي والعاطفي المرتبط بالتعليم، وفهم كيفية ارتباط التعليم بالمجتمع، كما أنهم يريدون أن يملكوا خياراً شخصياً فيما يتعلق بالتركيز على دراستهم في فصلهم الدرسي.
يقدم هؤلاء المتعلمون لبعضهم البعض الكثير في التشجيع على التعلم. يعتبر التعلم ضمن بيئة جماعية أو بعبارة أخرى (المساهمة في مجموعة) أمراً مفيداً للمتعلم. حيث أن للعمل التشاركي ضمن مجموعة فوائد أساسية: كزيادة المشاركة بين جميع أعضاء المجموعة، والفهم والتذكر الأفضل للمواد المدروسة، وإتقان المهارات الضرورية للنجاح، وزيادة الحماسة التي تدفع المشارك للتعلم المستقل.
تركز فلسفة التعليم المفتوح على تعليم الطلاب وتعتبر المعلمين بمثابة عاملٍ مساعدٍ. وبالتالي يكون دور المعلمين المراقبة والإرشاد وتوفير المواد التعليمية للمتعلمين. فيكون على المعلمين تسهيل العملية التعليمية لا السيطرة عليها. يؤمن التعليم المفتوح أن حرية القرار وحرية توجه الطالب سترفع من جودة التعلم.
تعود أصول أساسيات فلسفة التعليم المفتوح إلى المصلح التعليمي جون ديوي وإلى عالم النفس التطوري جان بياجيه.

## استخدام التقنية
تعتبر التقنيات المتاحة في التعليم المفتوح ذات أهمية في زيادة كفاءة البرنامج التعليمي بصورة شاملة.وإنه وبعد معرفة التقنيات المتاحة تصبح هناك حاجة لوجود تطبيقات ملائمة تستخدم هذه التقنيات للتعليم على شبكة الإنترنت.
باعتبار التعليم المفتوح يعني في الغالب استخدام توقيت مختلف ومكان مختلف من قبل الأفراد الراغبين بالتعلم حول العالم، فإنه من الواجب استخدام بعض التقنيات بشكل فعال لتحسين هذا البرنامج التعليمي. التقنيات التي يمكن استخدامها متاحة بشكل أساسي على شبكة الإنترنت ويمكنها تخديم مجموعة متنوعة من الأهداف. من الممكن أن تستخدم صفحات الإنترنت ومسارات التعليم المعتمدة على الحاسوب لتوفير ملاحظات على الدروس، وتقييمات وعدد من المواد الدراسية. كما تتتوفر الفيديوهات ويقدم بعضها بواسطة محاضرين، نشاطات الصف، مناقشة المواضيع، ومقابلات من الكلية.
يستخدم موقعا اليوتيوب Youtube وآي تونز يو iTunesU لهذا الهدف عادةً. يستطيع الطلاب التفاعل باستخدام الحاسب عن طريق المؤتمرات المنعقدة عبر برنامجي سكايب Skype وغوغل بلس Google+، أو عبر البريد الإلكتروني، أو مجموعات الدراسة على شبكة الإنترنت، أو عبر كتابة الملاحظات على المواقع الاجتماعية المختصة بالعلامات المرجعية Social bookmarking sites. ويمكن أيضاً تقديم بعض محتويات الدروس التعليمية على شكل شرائط، أو مطبوعات، أو أقراص ليزرية.

## عقبات تواجه التعليم المفتوح
توجد بعض المخاوف من اعتماد أنظمة التعليم المفتوحة خصوصاً في الدول النامية. تتضمن هذه المخاوف: احتمالية عدم وجود أنظمة رقابة إدارية كافية وأنظمة ضمان جودة للمعلمين أو للمواد التعليمية في بعض البرامج، ومحدودية البنية التحتية في الدول النامية، بالإضافة لعدم تساوي فرص الجميع في الوصول للتقنية المطلوبة لتحقيق المشاركة الكاملة للطلاب في مبادرات التعليم على شبكة الإنترنت، وأخيراً التساؤلات المطروحة حول استخدام المواد التعليمية المحمية بحقوق الملكية.